# Hellboy Junior
Hellboy Junior é uma revista em quadrinhos de Halloween norte-americana criada por Mike Mignola e publicada pela editora Dark Horse Comics, com uma versão mais jovem do personagem Hellboy. 